# Morrow (Ohio)
Morrow – wieś w USA, w hrabstwie Warren, w stanie Ohio. Według danych z 2010 miejscowość miała 1188 mieszkańców.